# Rachel Bootsma
Rachel Bootsma née le 15 décembre 1993 à Minneapolis (Minnesota) est une nageuse américaine. Elle est médaillée d'or aux Jeux olympiques de 2012 avec le relais 4 x 100m en ayant participé aux series. 

## Palmarès

### Jeux olympiques
- Jeux olympiques de 2012 à Londres ( Royaume-Uni) :
  -  Médaille d'or au titre du relais 4 × 100 m quatre nages[1].
  - Onzième du 100 m dos

### Jeux panaméricains
- Jeux panaméricains 2011 à Guadalajara (Mexique)
  -  Médaille d'or du 100 mètres dos.
  -  Médaille d'or du relais 4 × 100 m quatre nages.

### Championnats pan-pacifiques
- -  Médaille de bronze du 50 m dos aux Championnats pan-pacifiques 2010 à Irvine (États-Unis).